# Гарячі днинки
«Гарячі днинки» — радянський повнометражний чорно-білий художній фільм-комедія, виробництва кіностудії «Ленфільм». Знятий в 1935 році режисерами Олександром Зархі і Йосипом Хейфицем, робота 1-ї комсомольської бригади. Прем'єра фільму в СРСР відбулася 1 травня 1935 року.

## Сюжет
У провінційне містечко для проведення навчань прибувають танкові частини Червоної Армії. Командир танка Михайло Бєлоконь (Микола Симонов) знімає кімнату у студентки сільгосптехнікуму Тоні Жукової (Тетяна Окуневська). Між молодими людьми виникає романтична прихильність. Однак кожен з них вважає, що почуття можуть перешкодити більш важливій, на їх погляд, справі в житті: для Тоні — навчанню в технікумі, для Михайла — підготовці бойових машин і червоноармійців до майбутніх маневрів. Проте, герої обминули смугу нерозуміння і пояснюються один одному в любові.

## У ролях
- Микола Симонов —  Михайло Трохимович Бєлоконь, командир танка БТ-2
- Олександр Мельников — танкіст
- Матвій Павликов — танкіст
- Тетяна Окуневська —  Тоня Жукова, учениця радгоспних курсів
- Яніна Жеймо —  Кіка — її подруга
- Микола Черкасов —  Колька Лошак, останній учень
- Олексій Грибов —  Горбунов, командир танкового батальйону
- Володимир Сладкопєвцев —  Терентій Жуков  (в титрах не вказаний)

## Знімальна група
- Сценарій і постановка режисерів — Олександр Зархі, Йосип Хейфиц
- Композитор — Валерій Желобинський
- Оператор — Михайло Каплан
- Пісню композитора Валерія Желобинського «На твоєму шляху» на вірші поета Олександра Прокоф'єва виконує актриса Тетяна Окуневська.